# Gangtok
Gangtok (nepalska izgovorjava: [ˈɡantok]) je mesto, občina, glavno mesto in največje naseljeno mesto indijske zvezne države Sikim. Je tudi sedež okrožja Gangtok. Gangtok je v vzhodnem himalajskem območju, na nadmorski višini 1650 m. Mesto  šteje preko 100.000 prebivalcev, ki pripadajo različnim etničnim skupinam, kot so Butijci, Lepči, Kirati in Gurke. Obkrožen z visokimi vrhovi Himalaje in s celoletnim blagim zmernim podnebjem je Gangtok središče turistične industrije Sikima.
Gangtok je po izgradnji samostana Enčej leta 1840 postal priljubljen kot budistični romarski kraj. Leta 1894 je vladajoči sikimski  čogjal Fatob Namgjal prenesel prestolnico v Gangtok. V začetku 20. stoletja je Gangtok postal glavna postaja na trgovski poti med Laso v Tibetu in mesti, kot je Kalkuta (sodobna Kolkata) v britanski Indiji. Potem ko je Indija leta 1947 pridobila neodvisnost od Britanskega imperija, se je Sikim odločil ostati neodvisna monarhija z Gangtokom kot prestolnico. Po združitvi z Indijo leta 1975 je Gangtok nadaljeval kot glavno mesto zvezne države.

## Etimologija
Natančen pomen imena "Gangtok" ni jasen, čeprav je najbolj priljubljen pomen odrezan hrib. 

## Zgodovina
Tako kot o ostalem Sikimu, o zgodnji zgodovini Gangtoka ni veliko znanega. Najstarejši zapisi izvirajo iz gradnje puščavniškega samostana Gangtok leta 1716. Gangtok je ostal majhen zaselek, dokler ni leta 1840 z izgradnjo samostana Enčej postal romarsko središče. Postal je glavno mesto tistega, kar je ostalo od Sikima po angleškem osvajanju sredi 19. stoletja. Po porazu Tibetancev s strani Britancev je Gangtok postal glavna postaja v trgovini med Tibetom in Britansko Indijo ob koncu 19. stoletja. V tem času je bila zgrajena večina cest in telegraf na tem območju.
Leta 1894 je Fatob Namgjal, sikimski monarh pod britansko oblastjo, prestavil prestolnico iz Tumlonga v Gangtok, s čimer je povečal pomen mesta. V novi prestolnici je bila zgrajena nova velika palača skupaj z drugimi državnimi stavbami. Po osamosvojitvi Indije leta 1947 je Sikim postal nacionalna država s prestolnico Gangtok. Sikim je s pogodbo o suzerenstvu, ki sta jo podpisala Čogjal in takratni indijski predsednik vlade Džavaharlal Nehru, prešel pod vrhovno oblast Indije, pod pogojem, da bo ohranil svojo neodvisnost. Ta pakt je Indijcem dal nadzor nad zunanjimi zadevami v imenu Sikimcev. Trgovina med Indijo in Tibetom je cvetela preko prelazov Nefula in Džalepla, kar je koristilo razvoju Gangtoka. Trgovina se je zmanjšala zaradi kitajskega zasedbe Tibeta leta 1959. Prelazi so bili zaprti po kitajsko-indijski vojni leta 1962. Prelaz Nefula je bil končno odprt za omejeno trgovino leta 2006, kar je spodbudilo upanje na gospodarski razcvet. 
Leta 1975 je bila po letih politične negotovosti in boja, vključno z nemiri, monarhija ukinjena in Sikim je po referendumu postal dvaindvajseta indijska zvezna država z Gangtokom kot prestolnico. Gangtok je bil priča vsakoletnim zemeljskim plazovom, ki so povzročili izgubo življenj in materialno škodo. Največja nesreča se je zgodila junija 1997, ko je umrlo 38 ljudi in bilo uničenih na stotine stavb. 

## Geografija
Gangtok leži v spodnji Himalaji na nadmorski višini 1650 m. Mesto ima na eni strani hriba The Ridge, s sprehajališčem, kjer je Radž Bavan, guvernerjeva rezidenca, na drugi strani pa palača, na nadmorski višini približno 1800 m. Mesto na vzhodu in zahodu obdajata dva potoka in sicer Roro Ču in Ranikhola. Ta dva potoka delita naravno odvodnjavanje na dva dela, vzhodni in zahodni del. Oba toka se srečata z Ranipulom in tečeta proti jugu kot glavna reka Ranikhola, preden se pridruži reki Tisti pri Singtamu. Večina cest je strmih, ob njih pa so zgrajene stavbe. 
Večino Sikima, vključno z Gangtokom, prekrivajo predkambrijske kamnine, ki vsebujejo listnate filite in skrilavce; pobočja so zato nagnjena k pogostim plazovom.  Površinsko odtekanje vode z naravnimi potoki ( jhora ) in umetnimi odtoki je prispevalo k nevarnosti zemeljskih plazov. Po podatkih Urada za indijske standarde mesto spada v potresno cono-IV (na lestvici od I do V, glede na naraščajočo seizmično aktivnost), blizu konvergentne meje indijske in evrazijske tektonske plošče in je podvrženo pogostim potresom. Hribi so ugnezdeni med višje vrhove in zasnežene himalajske verige se od daleč dvigajo nad mestom. Gora Kangčendzenga (8598 m) – tretji najvišji vrh na svetu – je viden zahodno od mesta. Obstoj strmih pobočij, nevarnost zemeljskih plazov, velika gozdna pokritost in neustrezen dostop do večine območij so bili velika ovira za naravno in uravnoteženo rast mesta.
Okoli Gangtoka so gosta gozdnata območja, ki jih sestavljajo zmerni listopadni gozdovi topola, breze, hrasta in bresta ter zimzelena drevesa iglavcev vlažnega alpskega območja. Orhideje so pogoste, redke sorte orhidej pa so predstavljene na cvetličnih razstavah v mestu. V izobilju je tudi bambusov. V spodnjem delu mesta se vegetacija postopoma spreminja iz alpske v zmerno listopadno in subtropsko. Cvetovi, kot so sončnica (Helianthus annuus), Tagetes, božična zvezda in drugi, cvetijo predvsem novembra in decembra.
- Monsunski oblaki v Gangtoku
- Slapovi Bandžekri in energetski park, Gangtok
- Reka Tista je rešilna bilka Gangtoka
- Gangtok s Tibetanske ceste
- Pogled na Gangtok z žičnice

## Gospodarstvo
Gangtok je glavno izhodišče za turizem Sikima. Poletna in pomladna sezona sta najbolj priljubljeni turistični sezoni. Številni prebivalci Gangtoka so neposredno in posredno zaposleni v turistični industriji, številni prebivalci imajo v lasti in delajo v hotelih in restavracijah.
Mahatma Gandhi Marg in Lal Market sta ugledni poslovni območji in turistični točki v Gangtoku.
Ekoturizem se je v regiji uveljavil kot pomembna gospodarska dejavnost, ki vključuje treking, alpinizem, rafting in druge dejavnosti, usmerjene v naravo. Ocenjujejo, da je leta 2007 Sikim obiskalo 351.000 turistov. Leta 2010 je turizem prinesel mestu 17 mio USD prihodka. 
Prelaz Nathula, ki je približno 50 km od Gangtoka, je bil primarna pot trgovine z volno, krznom in začimbami s Tibetom in je spodbujala gospodarsko rast Gangtoka do sredine 20. stoletja. Po letu 1962, ko je bila meja zaprta zaradi kitajsko-indijske vojne, je Gangtok padel v recesijo. Prelaz je bil ponovno odprt leta 2006, trgovina pa naj bi spodbudila gospodarstvo Gangtoka. Vlada Sikima želi odpreti avtobusni prevoz Lasa–Gangtok prek prelaza Nathula. Gorski teren Sikima povzroča pomanjkanje železniških ali zračnih povezav, kar omejuje potencial območja za hiter industrijski razvoj. Vlada je največji delodajalec v mestu.
Gospodarstvo Gangtoka nima velike proizvodne baze, ima pa uspešno domačo obrt na področju urarstva, alkoholnih pijač in ročnih del.  Med rokodelstvo je ročno izdelana papirna industrija iz različnih rastlinskih vlaken ali bombažnih cunj. Glavni trg v Gangtoku ponuja številnim podeželskim prebivalcem države prostor za ponudbo svojih pridelkov v sezoni žetve. Večino zasebne poslovne skupnosti sestavljajo Marvarci in Biharci. Kot del Sikima ima Gangtok status regije brez davka na dohodek v skladu z državnim zakonom o dohodnini iz leta 1948. Ker je Sikim obmejna država, indijska vojska ohranja veliko prisotnost v bližini Gangtoka. To vodi do populacije pol-stalnih prebivalcev, ki prinašajo denar v lokalno gospodarstvo.  
Kmetijstvo je velik delodajalec in leta 2003 je vlada države Sikim razglasila cilj preusmeritve celotnega sektorja v ekološko pridelavo. Cilj 100 % ekološke pridelave je bil dosežen leta 2016. Ta dosežek ponuja nove izvozne priložnosti za rast kmetijskega sektorja, doseganje višjih cen in nove priložnosti za kmetijski turizem.
- V kompleksu "White Hall" na "The Ridge" so rezidenca predsednika vlade in guvernerja Sikima.
- Zakonodajna skupščina Sikima v Gangtoku. V Gangtoku je megla pogosta.

## Prevoz
- Žičnica Gangtok
- Reka Tista teče vzdolž državne ceste 31A, ki povezuje Gangtok s Siligurijem .
- Državna avtocesta 31A ponoči.

### Cesta
Taksiji so najbolj dostopen javni prevoz v Gangtoku.  Večina prebivalcev se zadržuje v nekaj kilometrih od središča mesta, mnogi pa imajo lastna vozila, kot so dvokolesniki in avtomobili. Delež osebnih vozil in taksijev skupaj je 98 % vseh vozil Gangtoka, kar je visok odstotek v primerjavi z drugimi indijskimi mesti. Mestni avtobusi obsegajo manj kot en odstotek vozil. Tisti, ki potujejo na daljše razdalje, običajno uporabljajo deljene-džipe, nekakšen javni taksi. Za enostavno navigacijo po strmih pobočjih cest se uporabljajo štirikolesni pogoni. 1 km dolga žičnica s tremi postanki povezuje spodnja predmestja Gangtoka z zakonodajno skupščino Sikima v osrednjem Gangtoku in zgornjih predmestjih. 
Gangtok je s preostalo Indijo povezan s cesto za vse vremenske razmere, Državna cesta 10, prej znano kot Državno cesto 31A, ki povezuje Gangtok s Siligurijem, ki je 114 km oddaljeni sosednji državi Zahodni Bengaliji. Državna cesta zagotavlja tudi povezavo do sosednjih gorskih mest Dardžiling in Kalimpong, ki sta najbližji mestni območji. Redne storitve z džipi, kombiji in avtobusi povezujejo ta mesta z Gangtokom. Gangtok je razpotegnjeno mesto, ki se je razvilo ob glavnih cestah, zlasti državni cesti 31A. Večina dolžine ceste v Gangtoku je cesta z enim prometnim pasom za vsako smer s pešpotjo na eni strani ceste in odtokom na drugi strani. Strmi nagibi različnih cestnih odsekov skupaj s spiralno konfiguracijo cest omejujejo nemoten tok tako avtomobilskega kot tudi prometa za pešce. 

### Železnica
Najbližja železniška postaja, povezana s preostalo Indijo, je železniška postaja New Džalpaiguri križišče v Siliguriju, 124 km iz Gangtoka po cesti 10. Začela so se dela na širokotirni železniški povezavi od Sevoke-ja v Zahodni Bengaliji do Rangpa v Sikimu, ki naj bi se razširila do Gangtoka.

### Po zraku
Letališče Pakjong se razprostira na 400 ha v Pakjongu, približno 35 km južno od Gangtoka. S 1400 m n.v. je eno od petih najvišjih letališč v Indiji in tudi prvo zeleno letališče, ki je bilo zgrajeno v severovzhodni regiji Indije, stoto operativno letališče v Indiji in edino letališče v državi Sikim. 

## Demografija
Etnični Nepalci, ki so se naselili v regiji v času britanske vladavine,  sestavljajo večino prebivalcev Gangtoka. Lepči, ki so izvorno prebivalstvo dežele, in Butijci prav tako predstavljajo velik del prebivalstva.  Poleg tega se je v mesto priselilo veliko število Tibetancev. Priseljenske rezidenčne skupnosti, ki niso doma v regiji, vključujejo Marvarce,  Biharce in Bengalce .
Hinduizem in budizem sta najpomembnejši religiji v Gangtoku.  Gangtok ima tudi precejšnjo krščansko populacijo in majhno muslimansko manjšino.  Severovzhodna prezbiterijanska cerkev, rimskokatoliška cerkev in mošeja Anjuman v Gangtoku so mesta bogoslužja za verske manjšine.  Mesto v svoji zgodovini ni bilo priča kakršnim koli medverskim prepirom.  Nepalski jezik je najbolj razširjen jezik v Sikimu in Gangtoku.  Angleščina in hindujščina, ki sta uradna jezika Sikima oziroma Indije, se tudi široko govorita in razumeta v večini Sikima, zlasti v Gangtoku.   Drugi jeziki, ki se govorijo v Gangtoku, so Butijščina ( sikimščina ), tibetanščina in lepčajščina .

## Kultura
- Muzej tibetološkega inštituta Namgyal prikazuje redke tapiserije, maske in budistične kipe Lepča.
- Pogled na središče mesta Gangtok s sprehajalne poti prestolonaslednika Tenzing Kunzang Namgyal.
- Samostan Rumtek, ki se nahaja na obrobju Gangtokonea, je eden najsvetejših samostanov budizma.

Poleg večjih verskih praznikov dašan, tihar, božič, holi itd., raznoliko etnično prebivalstvo mesta praznuje več lokalnih festivalov. Lepči in Butijci praznujejo novo leto januarja, medtem ko Tibetanci praznujejo novo leto (Losar) s Hudičevim plesom v obdobju januar–februar. Maghi sankranti, Ram Navami so nekateri izmed pomembnih nepalskih festivalov. Čotrul dačen, Buda džajanti, rojstni dan dalajlame, Loosong, Bhumču, Saga Dava, Lhabab Duečen in Drupka Teši so nekateri drugi festivali, nekateri se razlikujejo od lokalne kulture, drugi pa so skupni s preostalo Indijo, Nepalom, Butanom in Tibetom.  
Priljubljena hrana v Gangtoku je momo,  kuhan cmok na pari, ki vsebuje svinjino, govedino in zelenjavo, kuhan v testenem zavitku in postrežen z vodno juho. Wai-Wai je pakiran prigrizek, sestavljen iz rezancev, ki jih jemo suhe ali v obliki juhe. V Gangtoku je priljubljena tudi oblika rezancev, imenovana thukpa,  ki jo postrežejo v obliki juhe. Na voljo so tudi druga živila na osnovi rezancev, kot so čovmein, thenthuk, fakthu, gjathuk in vonton. Druge tradicionalne sikimske jedi so šah-falej (sikkimske polpete z začinjenim mletim mesom v hrustljavi samosi podobni škatli) in juho Gack-ko.  Restavracije ponujajo široko paleto tradicionalnih indijskih, kontinentalnih in kitajskih jedi, ki poskrbijo za turiste. Čurpee, vrsta trdega sira iz kravjega ali jakovega mleka, se včasih žveči. Čhang je lokalno penasto proseno pivo, ki ga tradicionalno strežejo v bambusovih posodah in pijejo skozi slamice iz bambusa ali trsa. 

### Mestne znamenitosti
- Tempelj Maharaj, Gangtok. 1938.
- Himalajski črni medved je viden tukaj v himalajskem živalskem parku.

Središče budističnega učenja in kulture, najbolj opazne budistične ustanove Gangtoka so samostan Enčej, kompleks stup Do-drul čorten in samostan Rumtek. Samostan Enčej je najstarejši samostan v mestu in je sedež reda Njingma. Dvesto let star samostan hrani podobe bogov, boginj in drugih verskih predmetov. V mesecu januarju se z veliko pompa izvaja čaam ali ples v maskah. Do-drul čorten je stupa, ki jo je leta 1945 zgradil Tralšik Rimpočé, vodja reda Njingma tibetanskega budizma. Znotraj te stupe je celoten nabor relikvij, svetih knjig in manter. Okoli stavbe je 108 Mani Lhakor ali molilnih koles. V kompleksu je tudi verska šola.
Samostan Rumtek na obrobju mesta je eden najbolj svetih samostanov budizma. Samostan je sedež reda Kagju, ene od glavnih tibetanskih sekt, in hrani nekatere najbolj svete in redke tibetanske budistične spise in verske predmete na svetu v relikviariju. Stavba, zgrajena v 1960-ih, je narejena po vzoru podobnega samostana v Lasi v Tibetu. Rumtek je bil leta 2000 v središču pozornosti mednarodnih medijev, potem ko je sedemnajsti Karmapa, eden izmed štirih najsvetejših lam, pobegnil iz Lase in poiskal zatočišče v samostanu.
Namgjalov inštitut za tibetologijo, bolj znan kot Tibetološki muzej, hrani ogromno zbirko mask, budističnih spisov, kipov in tapiserij. Ima več kot dvesto budističnih ikon in je središče študija budistične filozofije. Tempelj Thakurbari, ki je v središču mesta, ustanovljen leta 1935 na izjemni točki terena, ki ga je podaril takratni kralj Sikima, je eden najstarejših in najbolj znanih hindujskih templjev v mestu. Tempelj Ganeš Tok in Hanuman Tok, posvečen hindujskima bogovoma Ganeši in Hanumanu sta v zgornjem delu mesta. Himalajski živalski park prikazuje živalstvo Himalaje v njihovih naravnih habitatih. V živalskem vrtu so med drugim himalajski črni medved (Ursus thibetanus laniger), mačji panda, jelen mutnjak, snežni leopard, bengalska mačka (Prionailurus bengalensis), himalajski volk (Canis lupus chanco), črno-beli zvijavt (Paguma larvata) in čital (Axis axis). Botanični vrt Džavaharlala Nehruja v bližini Rumteka hrani številne vrste orhidej in kar petdeset različnih vrst dreves, vključno s številnimi hrasti.